# Masters de tennis masculin 1986
Le Masters Grand Prix 1986 est la 17e édition du Masters de tennis masculin, qui réunit les huit meilleurs joueurs disponibles en fin de saison ATP en simple. Les huit meilleures équipes de double sont également réunies pour la 13e fois.

## Faits marquants
Fait peu commun, les 4 meilleurs joueurs mondiaux sont qualifiés pour les demi-finales, et Ivan Lendl et Boris Becker, respectivement n°1 et n°2, se retrouvent en finale. En s'imposant en 3 sets secs, le tchécoslovaque réussit l'exploit, égalé par Jannik Sinner en 2024, de remporter le tournoi des maîtres en ne perdant pas le moindre set et sur une durée de 5 matches (Lendl avait réussi à gagner sans perdre de set lors des éditions 1985 et 1982, John McEnroe faisant de même en 1983, mais le format était différent et leurs victoires avaient nécessité moins de matches, 3 en 1982 et 1983 et 4 en 1985).

## Simple

### Participants
| #  | Rang | Joueur         | Pays                 |
| -- | ---- | -------------- | -------------------- |
| 1. | 1    | Ivan Lendl     | Tchécoslovaquie      |
| 2. | 2    | Boris Becker   | Allemagne de l'Ouest |
| 3. | 3    | Mats Wilander  | Suède                |
| 4. | 4    | Stefan Edberg  | Suède                |
| 5. | 5    | Yannick Noah   | France               |
| 6. | 6    | Henri Leconte  | France               |
| 7. | 7    | Joakim Nyström | Suède                |
| 8. | 10   | Andrés Gómez   | Équateur             |

### Phase de groupes

#### Groupe 1
Résultats
| Vainqueur     | Vaincu        | Score         |
| Ivan Lendl    | Yannick Noah  | 6-4, 6-4      |
| Stefan Edberg | Andrés Gómez  | 6-2, 6-3      |
| Ivan Lendl    | Andrés Gómez  | 6-3, 7-5      |
| Stefan Edberg | Yannick Noah  | 4-6, 6-3, 7-6 |
| Andrés Gómez  | Yannick Noah  | 7-6, 7-6      |
| Ivan Lendl    | Stefan Edberg | 6-3, 6-4      |

Classement
| #  | Rang | Joueur        | Matches G - P | Sets G - P | Jeux G - P |
| -- | ---- | ------------- | ------------- | ---------- | ---------- |
| 1. | 1    | Ivan Lendl    | 3 - 0         | 6 - 0      | 37 - 23    |
| 2. | 4    | Stefan Edberg | 2 - 1         | 4 - 3      | 36 - 32    |
| 3. | 10   | Andrés Gómez  | 1 - 2         | 2 - 4      | 27 - 37    |
| 4. | 5    | Yannick Noah  | 0 - 3         | 1 - 6      | 35 - 43    |

#### Groupe 2
Résultats
| Vainqueur      | Vaincu         | Score         |
| Mats Wilander  | Henri Leconte  | 6-1, 7-5      |
| Boris Becker   | Joakim Nyström | 6-1, 6-3      |
| Mats Wilander  | Joakim Nyström | 6-7, 6-3, 6-3 |
| Boris Becker   | Henri Leconte  | 0-6, 6-1, 6-1 |
| Joakim Nyström | Henri Leconte  | 6-4, 6-4      |
| Boris Becker   | Mats Wilander  | 6-3, 3-6, 6-3 |

Classement
| #  | Rang | Joueur         | Matches G - P | Sets G - P | Jeux G - P |
| -- | ---- | -------------- | ------------- | ---------- | ---------- |
| 1. | 2    | Boris Becker   | 3 - 0         | 6 - 2      | 39 - 24    |
| 2. | 3    | Mats Wilander  | 2 - 1         | 5 - 2      | 43 - 34    |
| 3. | 7    | Joakim Nyström | 1 - 2         | 4 - 3      | 29 - 38    |
| 4. | 6    | Henri Leconte  | 0 - 3         | 1 - 6      | 22 - 37    |

### Phase finale
|  |               |            |              |            |            |     |   |        |        |        |        |        |        |        |
|  | 1/2 finale    | 1/2 finale | 1/2 finale   | 1/2 finale | 1/2 finale |     |   | Finale | Finale | Finale | Finale | Finale | Finale | Finale |
|  |               |            |              |            |            |     |   |        |        |        |        |        |        |        |
|  |               |            |              |            |            |     |   |        |        |        |        |        |        |        |
|  | Ivan Lendl    | (1)        | 6            | 6          |            |     |   |        |        |        |        |        |        |        |
|  | Ivan Lendl    | (1)        | 6            | 6          |            |     |   |        |        |        |        |        |        |        |
|  | Mats Wilander | (3)        | 4            | 2          |            |     |   |        |        |        |        |        |        |        |
|  | Mats Wilander | (3)        | 4            | 2          | Ivan Lendl | (1) | 6 | 6      | 6      |        |        |        |        |        |
|  |               |            |              |            |            | (1) | 6 | 6      | 6      |        |        |        |        |        |
|  |               |            | Boris Becker | (2)        | 4          | 4   | 4 |        |        |        |        |        |        |        |
|  | Stefan Edberg | (4)        | Boris Becker | (2)        | 4          | 4   | 4 | 4      | 4      |        |        |        |        |        |
|  | Stefan Edberg | (4)        |              |            |            |     |   | 4      | 4      |        |        |        |        |        |
|  | Boris Becker  | (2)        | 6            | 6          |            |     |   |        |        |        |        |        |        |        |
|  | Boris Becker  | (2)        | 6            | 6          |            |     |   |        |        |        |        |        |        |        |

## Double

### Participants
| Équipe                         | Résultat (V, D)      |
| ------------------------------ | -------------------- |
| Stefan Edberg Anders Järryd    | Victoire (4V, 1D)    |
| Guy Forget Yannick Noah        | Finale (4V, 1D)      |
| Mike De Palmer Gary Donnelly   | Demi-finale (2V, 2D) |
| John Fitzgerald Tomáš Šmíd     | Demi-finale (2V, 2D) |
| Christo Steyn Danie Visser     | 5e (2V, 2D)          |
| Sergio Casal Emilio Sánchez    | 6e (1V, 3D)          |
| Joakim Nyström Mats Wilander   | 7e (1V, 3D)          |
| Hans Gildemeister Andrés Gómez | 8e (1V, 3D)          |

### Phase finale
|  |                              |                             |                         |            |            |            |            |   |   |        |        |        |        |        |        |        |
|  | 1/2 finale                   | 1/2 finale                  | 1/2 finale              | 1/2 finale | 1/2 finale | 1/2 finale | 1/2 finale |   |   | Finale | Finale | Finale | Finale | Finale | Finale | Finale |
|  |                              |                             |                         |            |            |            |            |   |   |        |        |        |        |        |        |        |
|  |                              |                             |                         |            |            |            |            |   |   |        |        |        |        |        |        |        |
|  | Stefan Edberg Anders Järryd  |                             | 7                       | 3          | 7          | 6          |            |   |   |        |        |        |        |        |        |        |
|  | Stefan Edberg Anders Järryd  |                             |                         |            |            |            |            |   |   |        |        |        |        |        |        |        |
|  | Mike De Palmer Gary Donnelly |                             | 6                       | 6          | 6          | 4          |            |   |   |        |        |        |        |        |        |        |
|  | Mike De Palmer Gary Donnelly | Stefan Edberg Anders Järryd | 6                       | 6          | 6          | 4          |            | 6 | 7 | 6      |        |        |        |        |        |        |
|  |                              |                             |                         |            |            |            |            | 6 | 7 | 6      |        |        |        |        |        |        |
|  |                              |                             | Guy Forget Yannick Noah |            | 3          | 6          | 3          |   |   |        |        |        |        |        |        |        |
|  | John Fitzgerald Tomáš Šmíd   |                             | Guy Forget Yannick Noah | 2          | 3          | 6          | 3          | 4 | 6 |        |        |        |        |        |        |        |
|  | John Fitzgerald Tomáš Šmíd   |                             |                         | 2          |            |            |            | 4 | 6 |        |        |        |        |        |        |        |
|  | Guy Forget Yannick Noah      |                             | 6                       | 6          | 7          |            |            |   |   |        |        |        |        |        |        |        |
|  | Guy Forget Yannick Noah      |                             | 6                       | 6          | 7          |            |            |   |   |        |        |        |        |        |        |        |